# 勅使川原三郎
勅使川原三郎（てしがわら さぶろう、1953年9月15日 - ）は、日本のダンサー、振付家、演出家、俳優。立教大学現代心理学部教授を経て、2014年より、多摩美術大学美術学部演劇舞踊デザイン学科教授。東京都出身。

## 経歴
1981年より独自の創作活動を開始。パントマイムやクラシック・バレエ、彫塑を修得した後、1985年に宮田佳と共にコンテンポラリー・ダンスのカンパニー、KARASを設立。
2006年、立教大学現代心理学部映像身体学科教授。2014年、多摩美術大学美術学部演劇舞踊デザイン学科教授。2019年、愛知県芸術劇場アドバイザー。2020年、愛知県芸術劇場芸術監督。
代表作は「月は水銀」「青い隕石」「石の花」「メランコリア」「NOIJECT」「I was Real-Documents」「Absolute Zero」「ルミナス」など。
ダンスの分野において、パリ・オペラ座バレエやネザーランド・ダンス・シアターなどから振付けの委嘱を受けるほか、フランス芸術文化勲章オフィシエを受章するなど国際的な評価を得ている。
2022年1月12日、イタリアのヴェネツィア・ビエンナーレより、同年7月に開催されるダンス部門にて金獅子功労賞を授与すると発表された。

## 受賞・栄典
- 1986年「風の尖端」でバニョレ国際振付コンクール準優勝及び特別賞受賞
- 1988年 日本舞踏批評家協会賞受賞
- 2001年ニムラ舞踊賞受賞
- 2002年 朝日舞台芸術賞受賞
- 2006年「ガラスノ牙」で芸術選奨文部科学大臣賞を受賞
- 2009年 紫綬褒章受章[5]
- 2017年 フランス芸術文化勲章オフィシエ受章[6]
- 2022年 ヴェネツィア・ビエンナーレ・ダンス金獅子功労賞受賞[7]
- 2022年 文化功労者[8]

## 出版物
- 「青い隕石 BLUE METEORITE」 1989年 求龍堂 ISBN 4-76-308921-8 撮影 荒木経惟
- 「骨と空気」 1994年 白水社

## 出演作
- 五条霊戦記 GOJOE（2000年）
- レオニー（2011年）
- アップデイトダンス No.113「静か」（2025年） - 出演・演出・照明[9]